# Bettina Fulco
Bettina Fulco (Mar Del Plata, 23 de outubro de 1968) é uma ex-tenista profissional argentina.
Ela é atualmente treinadora, desde 2011 treina a equipe de Fed Cup da Argentina.